# 真鍋康正
真鍋 康正（まなべ やすまさ、1976年）は、日本の実業家、投資家。香川県を本拠とすることでんグループ代表として、高松琴平電気鉄道、ことでんバス、ことでんサービスなど、ことでんグループ各社の代表取締役を務めた。

## 人物・経歴
香川県高松市屋島出身。ことでんグループ代表や香川日産自動車社長を務めた真鍋康彦は父。
香川県立高松高等学校を経て、1999年一橋大学経済学部卒業。経営コンサルティング会社や投資会社などを経て、2009年高松琴平電気鉄道入社。2010年からは同社取締役を務め、2001年に経営破綻したことでんグループの再生、コトデン瓦町ビルの再建準備などにあたった。
2014年父の後任として高松琴平電気鉄道代表取締役社長に就任。ことでんバス代表取締役社長、ことでんサービス代表取締役社長。
ことでんグループ代表を務め、車内での演劇、整備工場での音楽ライブ、地元カフェとの文学賞開催など独自の企画も展開する。ことでんのキャラクター「ことちゃん」を使ったユーモラスなコミュニケーションで、過去に経営破綻した企業のイメージを転換し、地方鉄道中、全国トップクラスの利益を誇る会社に復活させた。2017年、フォーブス・ジャパン「日本を元気にする88人」選出。
ベンチャー企業への個人投資家でもあり、ドローンベンチャーかもめや、インバウンドスタートアップMATCHA、建設ロボット開発の建ロボテック、クラウド型タクシー配車システム開発の電脳交通等の取締役も務める。地方創生や、若年層の教育支援にも力を入れており、一般社団法人日本金融教育支援機構の監事を務める。
2023年8月21日、踏切の遮断機が下りないまま電車が通過するトラブルが相次いだ事を受け、責任を取って高松琴平電気鉄道の社長を辞任する意向を表明した。